# Гетлова
Гетлова (рум. Ghetlova) — село в Оргіївському районі Молдови. Адміністративний центр однойменної комуни, до складу якої також входять села Гулбоака та Норочень.

## Населення
За даними перепису населення 2004 року у селі проживали 1529 осіб.
Національний склад населення села:
| Національність   | Кількість осіб | Відсоток   |
| ---------------- | -------------- | ---------- |
| молдавани румуни | 1511 11        | 98,8% 0,7% |
| росіяни          | 4              | 0,3%       |
| українці         | 3              | 0,2%       |
| Всього           | 1529           | 100%       |